# Julián Mateos Pérez
Julián Mateos Pérez (Robledillo de Trujillo, 15 de gener de 1938 - Madrid, 27 de desembre de 1996) va ser un actor i productor de cinema espanyol.

## Biografia
S'inicia en el món de la interpretació a través del Teatro Español Universitario, al mateix temps que cursa estudis de Filosofia i Lletres a la Universitat de Salamanca. Més tard es trasllada a Barcelona per a estudiar Art Dramàtic.
Debuta com a actor cinematogràfic el 1960 amb la pel·lícula Los desamparados. Destaquen de la seva filmografia en aquesta primera època títols com Juventud a la intemperie (1961), d'Ignasi F. Iquino, i Los castigadores (1961), d'Alfonso Balcázar. El 1962 recull un important èxit de crítica amb Los atracadores (1962), de Francesc Rovira-Beleta, amb la qual participa en el 12è Festival Internacional de Cinema de Berlín, i un any després protagonitza Young Sánchez, de Mario Camus.
En els anys següents intervé en diverses coproduccions i spaghetti westerns, com 10.30 PM summer (1966), de Jules Dassin, o El regreso de los siete magníficos (1966). Dins del cinema nacional destaca el seu magistral paper de Diego a Los flamencos (1968), dirigida per Jesús Yagüe, i el de Calisto a La Celestina (1970), de César Fernández Ardavín.
Des de mitjans de la dècada dels seixanta col·labora de forma assídua en espais de teatre televisat de TVE, com Primera fila i Estudio 1 --destaca el seu paper protagonista en l'adaptació de Hamlet, 1964--, o en sèries com El juglar y la reina (1978). El 1980 protagonitza també per a televisió espanyola la sèrie Cervantes, biografia de l'autor d'El Quixot.
Retirat de la interpretació des de principis dels anys vuitanta, el 1983 va fundar la productora Ganesh Films, al costat de la seva esposa i mare del seu únic fill, la també actriu Maribel Martín. Els títols produïts han entrat a formar part de la història del cinema espanyol: Los santos inocentes (1984), de Mario Camus; El viaje a ninguna parte (1986), de Fernando Fernán Gómez, i El niño de la luna (1989), d'Agustí Villaronga.

## Premis
Medalles del Cercle d'Escriptors Cinematogràfics
| Any  | Categoria                                                       | Pel·lícula    | Resultat  |
| 1963 | Medalla del Cercle d'Escriptors Cinematogràfics al millor actor | Young Sánchez | Guanyador |

- 8a edició dels Premis Sant Jordi de Cinematografia: Millor interpretació espanyola (Young Sánchez)
- Fotogramas de Plata al millor intèrpret de cinema espanyol (1964). Young Sánchez.
- TP d'Or 1973. Millor Actor Nacional per Estudio 1 i Novela.